# Liste der Naturdenkmale in Dettingen an der Erms
| Naturdenkmale | Anzahl |
| ------------- | ------ |
| FND           | 9      |
| END           | 0      |
| Gesamt        | 9      |

Die Liste der Naturdenkmale in Dettingen an der Erms nennt die verordneten Naturdenkmale (ND) der im baden-württembergischen Landkreis Reutlingen liegenden Gemeinde Dettingen an der Erms. In Dettingen an der Erms gibt es insgesamt 9 als Naturdenkmal geschützte Objekte, alle sind flächenhafte Naturdenkmale (FND) und keines ist ein Einzelgebilde-Naturdenkmal (END).
Stand: 31. Oktober 2016.

## Flächenhafte Naturdenkmale (FND)
| Name                              | Bild | Kennung     | Einzelheiten                                                                 | Position | Fläche Hektar | Datum         |
| --------------------------------- | ---- | ----------- | ---------------------------------------------------------------------------- | -------- | ------------- | ------------- |
| Alter Sonnenfels                  |      | 84150140010 | Dettingen an der Erms                                                        | ⊙        | 0,8           | 20. März 2015 |
| Calver Bühl                       |      | 84150142005 | Dettingen an der Erms                                                        | ⊙        | 1,1           | 19. Dez. 1979 |
| Griesinger Fels                   | BW   | 84150140009 | Dettingen an der Erms                                                        | ⊙        | 0,4           | 10. Feb. 1992 |
| Lindenallee Ost                   |      | 84150142002 | Dettingen an der Erms                                                        | ⊙        | 1,9           | 20. März 2015 |
| Lindenallee West mit Hohler Linde |      | 84150140000 | Dettingen an der Erms Hohle Linde bereits seit 1979 Naturdenkmal             | ⊙        | 1,5           | 20. März 2015 |
| Magerrasen und Linden Rossweide   | BW   | 84150142001 | Dettingen an der Erms                                                        | ⊙        | 1,0           | 20. März 2015 |
| Olgafels                          |      | 84150140007 | Dettingen an der Erms                                                        | ⊙        | 2,2           | 10. Dez. 1992 |
| Sechs Namenlose                   |      | 84150140008 | Dettingen an der Erms                                                        | ⊙        | 1,8           | 10. Feb. 1992 |
| Vogelschutzgehölz Benedikten      |      | 84150142004 | Dettingen an der Erms Seit 1979 unter der Bezeichnung „Niederwald“ geschützt | ⊙        | 0,5           | 20. März 2015 |
| Legende für Naturdenkmal          |      |             |                                                                              |          |               |               |

## Ehemalige Naturdenkmale
| Name                     | Bild | Kennung | Einzelheiten          | Position | Fläche Hektar | Datum                           |
| ------------------------ | ---- | ------- | --------------------- | -------- | ------------- | ------------------------------- |
| Gönningers Höhle         | BW   | 415.122 | Dettingen an der Erms | ⊙        | 0,0           | 19. Dez. 1979 bis 20. März 2015 |
| 2 Bergulmen              |      | 415.124 | Dettingen an der Erms | ???      | 0,0           | 19. Dez. 1979 bis 20. März 2015 |
| Höllenlöcher             | BW   | 415.125 | Dettingen an der Erms | ⊙        | 0,0           | 19. Dez. 1979 bis 20. März 2015 |
| Legende für Naturdenkmal |      |         |                       |          |               |                                 |